# Svartbjörsbyn
Svartbjörsbyn (även Svartbjörnsbyn) är en bebyggelse i Överluleå socken i Bodens kommun belägen längs Buddbyträskets sydöstra strand, till del strax norr om och till del inom tätorten Boden. Norra delen om bebyggelsen nära Buddbyn har av SCB definierats, avgränsats och namnsatts till en småort i Bodens kommun med samma namn. Delen som utgör del av tätorten Boden har cirka 1 300 invånare.
Den mer spridda bebyggelsen i det norra området består av en på en flack höjd bebyggd bykärna med omgivande spridda bondgårdar vilka ofta byggts på kläppar, ett slags korta ändmoräner. I södra delen av den egentliga byn övergår Svartbjörnsbyn i en sekelgammal trähusbebyggelse vid namn Björkelund. Denna del av byn är mest känd för att vara nobelpristagaren Eyvind Johnsons födelseplats. 

## Historia
Svartbjörnsbyn är en av fyra äldre byar vilka omger Bodens stad och vars gemensamma betesmark utgjorde den ursprungliga byggplatsen för staden. Svartbjörnsbyn är idag främst att betrakta som en förort till Boden.
Bebyggelsen i Svartbjörnsbyn härrör från 1100-talet. Legenden säger att byn grundades av en Biörn Swarte som skall ha givit byn sitt namn. En annan tolkning av namnet är att ledet björn i stället kommer av bjur, det vill säga bäver, varför även namnformen Svartbjörsbyn förekommer. Denna namnform kan dock vara en feltolkning av Lantmäteriet.

### Befolkningsutveckling
| Befolkningsutvecklingen i Svartbjörsbyn (norra delen) 1995–2015 | Befolkningsutvecklingen i Svartbjörsbyn (norra delen) 1995–2015 | Befolkningsutvecklingen i Svartbjörsbyn (norra delen) 1995–2015 | Befolkningsutvecklingen i Svartbjörsbyn (norra delen) 1995–2015 | Befolkningsutvecklingen i Svartbjörsbyn (norra delen) 1995–2015 |
| --------------------------------------------------------------- | --------------------------------------------------------------- | --------------------------------------------------------------- | --------------------------------------------------------------- | --------------------------------------------------------------- |
|                                                                 |                                                                 |                                                                 |                                                                 |                                                                 |
| År                                                              |                                                                 |                                                                 | Folkmängd                                                       | Areal (ha)                                                      |
| 1995                                                            | 1995                                                            |                                                                 | 64                                                              | 10#                                                             |
| 2000                                                            | 2000                                                            |                                                                 | 68                                                              | 11#                                                             |
| 2005                                                            | 2005                                                            |                                                                 | 72                                                              | 12#                                                             |
| 2010                                                            | 2010                                                            |                                                                 | 75                                                              | 12#                                                             |
| 2015                                                            | 2015                                                            |                                                                 | 91                                                              | 19#                                                             |
| Anm.: # Som småort.                                             |                                                                 |                                                                 |                                                                 |                                                                 |

## Idrott
Svartbjörnsbyns IF har varit verksam i många idrottsgrenar. Främst bedrevs ishockey på svensk tredjenivå, men efter samgåendet med Bodens BK inför säsongen 1976/1977 i denna gren övergick föreningen till rinkbandy. Föreningens klubblag var en period i stort sett lika med landslaget i denna sport.
1976 startades Björns SK, en förening med längdåkning på agendan. På kort tid fixade föreningen och dess medlemmar ett elljusspår och en klubbstuga. Klubben har haft många framgångsrika skidåkare, bland annat Karin Öhman som deltagit i VM och vunnit ett antal SM-medaljer. Klubben har numera bytt namn och heter sedan några år tillbaka Bodens SK.

## Kända personer från byn
- Eyvind Johnson, författare
- Petra Nordlund McGahan, nyhetsankare